# Joegoslavië op de Olympische Zomerspelen 2000
Joegoslavië nam deel aan de Olympische Zomerspelen 2000 in Sydney, Australië onder de naam Servië en Montenegro.

## Medailles
| Sport       | Olympiër | Discipline           | Medaille |
| ----------- | --- | -------------------- | -------- |
| Volleybal   | Vladimir Batez Slobodan Boškan Andrija Gerić Nikola Grbić Vladimir Grbić Slobodan Kovač Đula Mešter Vasa Mijić Ivan Miljković Veljko Petković Goran Vujević Igor Vušurović                                            | zaal (m)             | Goud     |
| Schietsport | Jasna Šekarić | 10m luchtpistool (v) | Zilver   |
| Waterpolo   | Aleksandar Ćirić Danilo Ikodinović Viktor Jelenić Nikola Kuljača Aleksandar Šapić Dejan Savić Aleksandar Šoštar Petar Trbojević Veljko Uskoković Jugoslav Vasović Vladimir Vujasinović Nenad Vukanić Predrag Zimonjić | mannen               | Brons    |

## Deelnemers en resultaten

### Atletiek
| Olympiër                                                         | Discipline             | Resultaat | Prestatie                                              |
| ---------------------------------------------------------------- | ---------------------- | --------- | ------------------------------------------------------ |
| Darko Radomirović                                                | 1500m (m)              | 33e       | serie 1: 10de in 3.43,57                               |
| Siniša Peša                                                      | 400m horden (m)        | 54e       | serie 8: 5de in 52,14                                  |
| Predrag Momirović Milan Petaković Miloš Sakić Slobodan Spasić    | 4x100m (m)             | 31e       | serie 1: 6de in 39,99                                  |
| Marko Janković Siniša Peša Branislav Stojanović Slaviša Vraneš   | 4x400m (m)             | 22e       | serie 5: 6de in 3.07,41                                |
| Danial Jahić                                                     | verspringen (m)        | 21e       | kwalificatie groep B: 14de met 7,85m                   |
| Zoran Đurđević                                                   | hink-stap-springen (m) | 26e       | kwalificatie groep A: 11de met 16,31m                  |
| Dragutin Topić                                                   | hoogspringen (m)       | 21e       | kwalificatie groep B: 10de met 2,20m                   |
| Stevan Zorić                                                     | hoogspringen (m)       | 27e       | kwalificatie groep A: 16de met 2,15m                   |
| Dragan Perić                                                     | kogelstoten (m)        | 16e       | kwalificatie groep A: 9de met 19,49m                   |
|                                                                  |                        |           |                                                        |
| Vukosava Đapić                                                   | 100m (v)               | 60e       | serie 3: 6de in 12,12                                  |
| Mila Savić                                                       | 200m (v)               | 46e       | serie 6: 7de in 24,12                                  |
| Olivera Jevtić                                                   | 5000m (v)              | DNF       | serie 3: 6de in 15.11,25 (NR) finale: niet gefinisht   |
| Sonja Stolić                                                     | 5000m (v)              | 25e       | serie 2: 8ste in 15.38,96                              |
| Olivera Jevtić                                                   | 10000m (v)             | 11e       | serie 1: 4de in 32.06,54 finale: 11de in 31.29,65 (NR) |
| Vukosava Đapić Bijana Mitrović Elvira Pancić Mila Savić          | 4x100m (v)             | 21e       | serie 1: 5de in 45,02                                  |
| Vukosava Đapić Tatjana Lojanica Mila Savić Jelena Stanisavljević | 4x400m (v)             | 20e       | serie 1: 7de in 3.37,99                                |
| Marija Martinović-Šestak                                         | hink-stap-springen (v) | 22e       | kwalificatie groep A: 13de met 13,49m                  |

### Basketbal
| Olympiër | Discipline | Resultaat | Prestatie |
| --- | ---------- | --------- | --- |
| Dejan Bodiroga Predrag Danilović Peja Drobnjak Nikola Jestratijević Dragan Lukovski Vlado Šćepanović Peja Stojaković Dragan Tarlać Dejan Tomašević Saša Obradović Igor Rakočević Zelly Rebrača | mannen     | 6e        | groep B: 2de W van Rusland: 66-60 W van Australië: 80-66 W van Angola: 73-64 W van Spanje: 78-65 V van Canada: 75-83 kwartfinale: V van Litouwen: 63-76 5-6de plek: V van Italië: 59-69 |

| Groep B |             |             |             |             |            |            |            |        |
| #       | Land        | Wedstrijden | Wedstrijden | Wedstrijden | Doelpunten | Doelpunten | Doelpunten | Punten |
| #       | Land        | G           | W           | V           | V          | T          | Saldo      | Punten |
| 1       | Canada      | 5           | 4           | 1           | 433        | 373        | +60        | 9      |
| 2       | Joegoslavië | 5           | 4           | 1           | 372        | 338        | +34        | 9      |
| 3       | Australië   | 5           | 3           | 2           | 408        | 407        | +1         | 8      |
| 4       | Rusland     | 5           | 3           | 2           | 367        | 328        | +39        | 8      |
| 5       | Spanje      | 5           | 1           | 4           | 349        | 376        | -27        | 6      |
| 6       | Angola      | 5           | 0           | 5           | 303        | 410        | -107       | 5      |

| Ronde        | Datum  | Plaats      | Land  | Score       | Land |
| ------------ | ------ | ----------- | ----- | ----------- | ---- |
| Groepsfase   |        |             |       |             |      |
| 17 september | Sydney | Joegoslavië | 66-60 | Rusland     |      |
| 19 september | Sydney | Australië   | 66-80 | Joegoslavië |      |
| 21 september | Sydney | Joegoslavië | 73-64 | Angola      |      |
| 23 september | Sydney | Spanje      | 65-78 | Joegoslavië |      |
| 25 september | Sydney | Joegoslavië | 75-83 | Canada      |      |
| Kwartfinale  |        |             |       |             |      |
| 28 september | Sydney | Joegoslavië | 63-76 | Litouwen    |      |
| 5-6de plek   |        |             |       |             |      |
| 30 september | Sydney | Italië      | 69-59 | Joegoslavië |      |

### Boksen
| Olympiër       | Discipline | Resultaat | Prestatie                             |
| -------------- | ---------- | --------- | ------------------------------------- |
| Geard Ajetović | -67kg (m)  | 6e        | 1ste ronde: V van THA Jangphonak: 9-9 |

### Handbal
| Olympiër | Discipline | Resultaat | Prestatie |
| --- | ---------- | --------- | --- |
| Igor Butulija Nebojša Golić Nedeljko Jovanović Petar Kapisoda Aleksandar Knežević Ivan Lapčević Vladan Matić Žikica Milosavljević Ratko Nikolić Dejan Perić Nenad Peruničić Goran Đukanović Ratko Đurković Dragan Škrbić Arpad Šterbik | mannen     | 4e        | groep A: 3de W van Zuid-Korea: 25-24 W van Egypte: 25-22 V van Duitsland: 22-28 W van Cuba: 33-26 V van Rusland: 25-27 kwartfinale: W van Frankrijk: 26-21 halve finale: V van Rusland: 26-29 bronzen finale: V van Spanje: 22-26 |

| Groep A |             |             |             |             |             |            |            |            |        |
| #       | Land        | Wedstrijden | Wedstrijden | Wedstrijden | Wedstrijden | Doelpunten | Doelpunten | Doelpunten | Punten |
| #       | Land        | G           | W           | G           | V           | V          | T          | Saldo      | Punten |
| 1       | Rusland     | 5           | 4           | 0           | 1           | 129        | 121        | +8         | 8      |
| 2       | Duitsland   | 5           | 3           | 1           | 1           | 128        | 113        | +15        | 7      |
| 3       | Joegoslavië | 5           | 3           | 0           | 2           | 130        | 127        | +3         | 6      |
| 4       | Egypte      | 5           | 3           | 0           | 2           | 122        | 115        | +7         | 6      |
| 5       | Zuid-Korea  | 5           | 1           | 1           | 2           | 128        | 131        | −3         | 3      |
| 6       | Cuba        | 5           | 0           | 0           | 5           | 128        | 158        | −30        | 0      |

| Ronde          | Datum  | Plaats      | Land  | Score       | Land |
| -------------- | ------ | ----------- | ----- | ----------- | ---- |
| Groepsfase     |        |             |       |             |      |
| 16 september   | Sydney | Joegoslavië | 25-24 | Zuid-Korea  |      |
| 18 september   | Sydney | Egypte      | 22-25 | Joegoslavië |      |
| 20 september   | Sydney | Joegoslavië | 22-28 | Duitsland   |      |
| 22 september   | Sydney | Joegoslavië | 33-26 | Cuba        |      |
| 24 september   | Sydney | Rusland     | 27-25 | Joegoslavië |      |
| Kwartfinale    |        |             |       |             |      |
| 26 september   | Sydney | Joegoslavië | 26-21 | Frankrijk   |      |
| Halve finale   |        |             |       |             |      |
| 29 september   | Sydney | Rusland     | 29-26 | Joegoslavië |      |
| Bronzen finale |        |             |       |             |      |
| 30 september   | Sydney | Joegoslavië | 22-26 | Spanje      |      |

### Judo
| Olympiër       | Discipline | Resultaat | Prestatie                                     |
| -------------- | ---------- | --------- | --------------------------------------------- |
| Mara Kovačević | +78kg (v)  | 15e       | 1ste ronde: vrij 2de ronde: V van BEL Olivier |

### Kanovaren
| Olympiër                                            | Discipline    | Resultaat | Prestatie                                                                      |
| --------------------------------------------------- | ------------- | --------- | ------------------------------------------------------------------------------ |
| Ognjen Filipović                                    | K-1 500m (m)  | 21e       | serie 1: 3de in 1.43,097 halve finale 2: 7de in 1.43,434                       |
| Igor Kovacić Jozef Soti Saša Vujanić[] Dragan Zorić | K-4 1000m (m) | 9e        | serie 1: 6de in 3.04,432 halve finale: 3de in 3.02,713 finale: 9de in 3.02,316 |
|                                                     |               |           |                                                                                |
| Natasa Douchev-Janics                               | K-1 500m (v)  | 4e        | serie 2: 5de in 1.54,395 halve finale: 2de in 1.55,482 finale: 4de in 2.16,506 |

### Roeien
| Olympiër                                                  | Discipline      | Resultaat | Prestatie |
| --------------------------------------------------------- | --------------- | --------- | --- |
| Nikola Stojić Đorđe Višacki                               | twee-zonder (m) | 5e        | serie 2: 1ste in 6.42,62 halve finale 2: 2de in 6.34,93 finale: 5de in 6.38,70                                |
| Filip Filipić Boban Ranković Ivan Smiljanić Mladen Stegić | vier-zonder (m) | 8e        | serie 1: 5de in 6.16,46 herkansingen: 1ste in 6.09,69 halve finale 2: 5de in 6.08,82 finale B: 2de in 6.01,54 |

### Schermen
| Olympiër           | Discipline | Resultaat | Prestatie                                                                     |
| ------------------ | ---------- | --------- | ----------------------------------------------------------------------------- |
| Tamara Savić-Šotra | degen (v)  | 17e       | 1ste ronde: W van NOR Lesoil: 15-8 2de ronde: V van FRA Flessel-Colovic: 9-15 |

### Schietsport
| Olympiër            | Discipline                 | Resultaat | Prestatie                                                     |
| ------------------- | -------------------------- | --------- | ------------------------------------------------------------- |
| Nemanja Mirosavljev | 10m luchtgeweer (m)        | 27e       | kwalificatie: 27ste met 587 punten                            |
| Stevan Pletikosić   | 10m luchtgeweer (m)        | 38e       | kwalificatie: 38ste met 583 punten                            |
| Nemanja Mirosavljev | 50m geweer 3 houdingen (m) | 15e       | kwalificatie: 15de met 1161 punten (397-374-390)              |
| Stevan Pletikosić   | 50m geweer 3 houdingen (m) | 29e       | kwalificatie: 29ste met 1156 punten (398-369-389)             |
| Goran Maksimović    | 50m geweer liggend (m)     | 35e       | kwalificatie: 35ste met 589 punten                            |
| Stevan Pletikosić   | 50m geweer liggend (m)     | 30e       | kwalificatie: 30ste met 591 punten                            |
|                     |                            |           |                                                               |
| Aranka Binder       | 10m luchtgeweer (v)        | 15e       | kwalificatie: 15de met 392 punten                             |
| Aleksandra Ivošev   | 10m luchtgeweer (v)        | 20e       | kwalificatie: 20ste met 391 punten                            |
| Aranka Binder       | 50m geweer 3 houdingen (v) | 23e       | kwalificatie: 23ste met 572 punten (196-187-189)              |
| Aleksandra Ivošev   | 50m geweer 3 houdingen (v) | 22e       | kwalificatie: 22ste met 573 punten (197-185-191).             |
| Jasna Šekarić       | 25m pistool (v)            | 17e       | kwalificatie: 17de met 577 punten (286-291)                   |
| Jasna Šekarić       | 10m luchtpistool (v)       | Zilver    | kwalificatie: 2de met 388 punten finale: 2de met 486,5 punten |

### Tafeltennis
| Olympiër                        | Discipline     | Resultaat | Prestatie |
| ------------------------------- | -------------- | --------- | --- |
| Slobodan Grujić                 | enkelspel (m)  | 33e       | groep L: 2de V van KOR Lee: 2-3 W van NGR Akinlabi: 3-0                                                                      |
| Slobodan Grujić Ilija Lupulesku | dubbelspel (m) | 9e        | groep H: 1ste W van AUS Clarke/Plumb: 2-0 W van GER Boll/Roßkopf: 2-0 2de ronde: V van KOR Kim/Oh: 0-3 (18-21, 18-21, 13-21) |

### Tennis
| Olympiër                   | Discipline     | Resultaat | Prestatie                                      |
| -------------------------- | -------------- | --------- | ---------------------------------------------- |
| Dušan Vemić Nenad Zimonjić | dubbelspel (m) | 33e       | 1ste ronde: V van FRA Clément/Escudé: 2-6, 2-6 |

### Volleybal
| Olympiër | Discipline | Resultaat | Prestatie |
| --- | ---------- | --------- | --- |
| Vladimir Batez Slobodan Boškan Andrija Gerić Nikola Grbić Vladimir Grbić Slobodan Kovač Đula Mešter Vasa Mijić Ivan Miljković Veljko Petković Goran Vujević Igor Vušurović | zaal (m)   | Goud      | groep B: 3de V van Rusland: 1-3 (25-19, 23-25, 23-25, 20-25) V van Italië: 2-3 (19-25, 25-19, 22-25, 33-31, 20-22) W van Verenigde Staten: 3-0 (25-15, 25-20, 25-23) W van Argentinië: 3-1 (21-25, 25-15, 25-23, 25-22) W van Zuid-Korea: 3-2 (24-26, 25-20, 25-23, 19-25, 15-8) kwartfinale: W van Nederland: 3-2 (25-21, 18-25, 25-18, 30-32, 17-15) halve finale: W van Italië: 3-0 (27-25, 34-32, 25-14) finale: W van Rusland: 3-0 (25-22, 25-22, 25-20) |

| Groep B |                  |             |             |             |      |      |       |           |           |           |        |
| #       | Land             | Wedstrijden | Wedstrijden | Wedstrijden | Sets | Sets | Sets  | Setpunten | Setpunten | Setpunten | Punten |
| #       | Land             | G           | W           | V           | V    | T    | Saldo | V         | T         | Saldo     | Punten |
| 1       | Italië           | 5           | 5           | 0           | 15   | 4    | +11   | 482       | 421       | +61       | 10     |
| 2       | Rusland          | 5           | 4           | 1           | 13   | 7    | +6    | 465       | 443       | +22       | 9      |
| 3       | Joegoslavië      | 5           | 3           | 2           | 12   | 9    | +3    | 489       | 461       | +28       | 8      |
| 4       | Argentinië       | 5           | 2           | 3           | 7    | 11   | -4    | 409       | 446       | -37       | 7      |
| 5       | Zuid-Korea       | 5           | 1           | 4           | 8    | 14   | -6    | 491       | 504       | -13       | 6      |
| 6       | Verenigde Staten | 5           | 0           | 5           | 5    | 15   | -10   | 417       | 478       | -61       | 5      |

| Ronde          | Datum  | Plaats           | Land | Score       | Land |
| -------------- | ------ | ---------------- | ---- | ----------- | ---- |
| Groepsfase     |        |                  |      |             |      |
| 17 september   | Sydney | Rusland          | 3-1  | Joegoslavië |      |
| 19 september   | Sydney | Joegoslavië      | 2-3  | Italië      |      |
| 21 september   | Sydney | Verenigde Staten | 0-3  | Joegoslavië |      |
| 23 september   | Sydney | Joegoslavië      | 3-1  | Argentinië  |      |
| 25 september   | Sydney | Zuid-Korea       | 2-3  | Joegoslavië |      |
| Kwartfinale    |        |                  |      |             |      |
| 27 september   | Sydney | Nederland        | 2-3  | Joegoslavië |      |
| Halve finale   |        |                  |      |             |      |
| 29 september   | Sydney | Joegoslavië      | 3-0  | Italië      |      |
| Bronzen finale |        |                  |      |             |      |
| 1 oktober      | Sydney | Rusland          | 0-3  | Joegoslavië |      |

### Waterpolo
| Olympiër  | Discipline | Resultaat | Prestatie | |
| --------- | --- | --------- | --------- | --- |
| Waterpolo | Aleksandar Ćirić Danilo Ikodinović Viktor Jelenić Nikola Kuljača Aleksandar Šapić Dejan Savić Aleksandar Šoštar Petar Trbojević Veljko Uskoković Jugoslav Vasović Vladimir Vujasinović Nenad Vukanić Predrag Zimonjić | mannen    | Brons     | groep B: 1ste W van Nederland: 9-1 W van Verenigde Staten: 8-5 W van Griekenland: 10-3 G van Kroatië: 4-4 W van Hongarije: 10-9 kwartfinale: W van Australië: 7-3 halve finale: V van Hongarije: 7-8 bronzen finale: W van Spanje: 8-3 |

| Groep B |                  |             |             |             |             |        |        |        |        |
| #       | Land             | Wedstrijden | Wedstrijden | Wedstrijden | Wedstrijden | Punten | Punten | Punten | Punten |
| #       | Land             | G           | W           | G           | V           | V      | T      | Saldo  | Punten |
| 1       | Joegoslavië      | 5           | 4           | 1           | 0           | 41     | 22     | +19    | 9      |
| 2       | Kroatië          | 5           | 4           | 1           | 0           | 42     | 30     | +12    | 9      |
| 3       | Hongarije        | 5           | 3           | 0           | 2           | 49     | 39     | +10    | 5      |
| 4       | Verenigde Staten | 5           | 2           | 0           | 3           | 42     | 39     | +3     | 4      |
| 5       | Nederland        | 5           | 1           | 0           | 4           | 34     | 55     | -21    | 3      |
| 6       | Griekenland      | 5           | 0           | 0           | 5           | 22     | 45     | -23    | 0      |

| Ronde          | Datum  | Plaats           | Land | Score       | Land |
| -------------- | ------ | ---------------- | ---- | ----------- | ---- |
| Groepsfase     |        |                  |      |             |      |
| 23 september   | Sydney | Joegoslavië      | 9-1  | Nederland   |      |
| 24 september   | Sydney | Verenigde Staten | 5-8  | Joegoslavië |      |
| 25 september   | Sydney | Joegoslavië      | 10-3 | Griekenland |      |
| 26 september   | Sydney | Kroatië          | 4-4  | Joegoslavië |      |
| 27 september   | Sydney | Joegoslavië      | 10-9 | Hongarije   |      |
| Kwartfinale    |        |                  |      |             |      |
| 29 september   | Sydney | Australië        | 3-7  | Joegoslavië |      |
| Halve finale   |        |                  |      |             |      |
| 30 september   | Sydney | Hongarije        | 8-7  | Joegoslavië |      |
| Bronzen finale |        |                  |      |             |      |
| 1 oktober      | Sydney | Spanje           | 3-8  | Joegoslavië |      |

### Zwemmen
| Olympiër           | Discipline           | Resultaat | Prestatie                  |
| ------------------ | -------------------- | --------- | -------------------------- |
| Nebojša Bikić      | 50m vrije slag (m)   | 43e       | serie 5: 4de in 23,57      |
| Nikola Kalabić     | 100m vrije slag (m)  | 39e       | serie 5: 1ste in 51,82     |
| Nikola Kalabić     | 200m vrije slag (m)  | 41e       | serie 2: 4de in 1.54,75    |
| Milorad Čavić      | 100m rugslag (m)     | 42e       | serie 3: 7de in 58,25      |
| Miloš Cerović      | 200m rugslag (m)     | 43e       | serie 1: 5de in 2.09,07    |
| Nikola Savčić      | 100m schoolslag (m)  | 42e       | serie 4: 4de in 1.04,64    |
| Milorad Čavić      | 100m vlinderslag (m) | DSQ       | serie 4: gediskwalificeerd |
| Vladan Marković    | 200m vlinderslag (m) | 21e       | serie 3: 1ste in 2.00,11   |
| Đorđe Filipović    | 200m wisselslag (m)  | 48e       | serie 1: 3de in 2.09,28    |
|                    |                      |           |                            |
| Duška Radan        | 50m vrije slag (v)   | 53e       | serie 4: 4de in 27,70      |
| Marica Stražmešter | 100m rugslag (v)     | 41e       | serie 1: 2de in 1.07,21    |
| Marica Stražmešter | 200m rugslag (v)     | 31e       | serie 1: 1ste in 2.22,59   |

Albanië · Algerije · Amerikaanse Maagdeneilanden · Amerikaans-Samoa · Andorra · Angola · Antigua en Barbuda · Argentinië · Armenië · Aruba · Australië · Azerbeidzjan · Bahama's · Bahrein · Bangladesh · Barbados · België · Belize · Benin · Bermuda · Bhutan · Bolivia · Bosnië en Herzegovina · Botswana · Brazilië · Britse Maagdeneilanden · Brunei · Bulgarije · Burkina Faso · Burundi · Cambodja · Canada · Centraal-Afrikaanse Republiek · Chili · China · Chinees Taipei · Colombia · Comoren · Congo-Brazzaville · Congo-Kinshasa · Cookeilanden · Costa Rica · Cuba · Cyprus · Denemarken · Djibouti · Dominica · Dominicaanse Republiek · Duitsland · Ecuador · Egypte · El Salvador · Equatoriaal-Guinea · Eritrea · Estland · Ethiopië · Fiji · Filipijnen · Finland · Frankrijk · Gabon · Gambia · Georgië · Ghana · Grenada · Griekenland · Groot-Brittannië · Guam · Guatemala · Guinee · Guinee‑Bissau · Guyana · Haïti · Honduras · Hongarije · Hongkong · Ierland · IJsland · India · Indonesië · Irak · Iran · Israël · Italië · Ivoorkust · Jamaica · Japan · Jemen · Joegoslavië · Jordanië · Kaaimaneilanden · Kaapverdië · Kameroen · Kazachstan · Kenia · Kirgizië · Koeweit · Kroatië · Laos · Lesotho · Letland · Libanon · Liberia · Libië · Liechtenstein · Litouwen · Luxemburg · Macedonië · Madagaskar · Malawi · Malediven · Maleisië · Mali · Malta · Marokko · Mauritanië · Mauritius · Mexico · Micronesië · Moldavië · Monaco · Mongolië · Mozambique · Myanmar · Namibië · Nauru · Nederland · Nederlandse Antillen · Nepal · Nicaragua · Nieuw-Zeeland · Niger · Nigeria · Noord-Korea · Noorwegen · Oeganda · Oekraïne · Oezbekistan · Oman · Oostenrijk · Pakistan · Palau · Palestina · Panama · Papoea-Nieuw-Guinea · Paraguay · Peru · Polen · Portugal · Puerto Rico · Qatar · Roemenië · Rusland · Rwanda · Saint Kitts en Nevis · Saint Lucia · Saint Vincent en Grenadines · Salomonseilanden · Samoa · San Marino ·  Sao Tomé en Principe · Saoedi-Arabië · Senegal · Seychellen · Sierra Leone · Singapore · Slovenië · Slowakije · Soedan · Somalië · Spanje · Sri Lanka · Suriname · Swaziland · Syrië · Tadzjikistan · Tanzania · Thailand · Togo · Tonga · Trinidad en Tobago · Tsjaad · Tsjechië · Tunesië · Turkije · Turkmenistan · Uruguay · Vanuatu · Venezuela · Verenigde Arabische Emiraten · Verenigde Staten · Vietnam · Wit-Rusland · Zambia · Zimbabwe · Zuid-Afrika · Zuid-Korea · Zweden · Zwitserland · Individuele olympische atleten